# Institut médical d'État de Samarkand
 (février 2021).
Si vous disposez d'ouvrages ou d'articles de référence ou si vous connaissez des sites web de qualité traitant du thème abordé ici, merci de compléter l'article en donnant les références utiles à sa vérifiabilité et en les liant à la section « Notes et références ».
 (février 2021).
 (février 2021).
La mise en forme du texte ne suit pas les recommandations de Wikipédia : il faut le « wikifier ».
Les points d'amélioration suivants sont les cas les plus fréquents. Le détail des points à revoir est peut-être précisé sur la page de discussion.
- Les titres sont pré-formatés par le logiciel. Ils ne sont ni en capitales, ni en gras.
- Le texte ne doit pas être écrit en capitales (les noms de famille non plus), ni en gras, ni en italique, ni en « petit »…
- Le gras n'est utilisé que pour surligner le titre de l'article dans l'introduction, une seule fois.
- L'italique est rarement utilisé : mots en langue étrangère, titres d'œuvres, noms de bateaux, etc.
- Les citations ne sont pas en italique mais en corps de texte normal. Elles sont entourées par des guillemets français : « et ».
- Les listes à puces sont à éviter, des paragraphes rédigés étant largement préférés. Les tableaux sont à réserver à la présentation de données structurées (résultats, etc.).
- Les appels de note de bas de page (petits chiffres en exposant, introduits par l'outil «  Source ») sont à placer entre la fin de phrase et le point final[comme ça].
- Les liens internes (vers d'autres articles de Wikipédia) sont à choisir avec parcimonie. Créez des liens vers des articles approfondissant le sujet. Les termes génériques sans rapport avec le sujet sont à éviter, ainsi que les répétitions de liens vers un même terme.
- Les liens externes sont à placer uniquement dans une section « Liens externes », à la fin de l'article. Ces liens sont à choisir avec parcimonie suivant les règles définies. Si un lien sert de source à l'article, son insertion dans le texte est à faire par les notes de bas de page.
- La présentation des références doit suivre les conventions bibliographiques. Il est recommandé d'utiliser les modèles {{Ouvrage}}, {{Chapitre}}, {{Article}}, {{Lien web}} et/ou {{Bibliographie}}. Le mode d'édition visuel peut mettre en forme automatiquement les références.
- Insérer une infobox (cadre d'informations à droite) n'est pas obligatoire pour parachever la mise en page.

Pour une aide détaillée, merci de consulter Aide:Wikification.
Si vous pensez que ces points ont été résolus, vous pouvez retirer ce bandeau et améliorer la mise en forme d'un autre article.
 (février 2021).
Samarkand State Medical Institute (en ouzbek Samarqand davlat tibbiyot instituti ; en anglais : Samarkand State Medical Institute) est un établissement d'enseignement médical en Ouzbékistan. S'engage à former des travailleurs médicaux et des scientifiques, ainsi qu'à améliorer leurs qualifications. L'institut est situé dans la ville de Samarcande .
Noms abrégés: SamGMI, SamGosMI, SamMI.

## Histoire
L'Institut a été fondé en mai 1930 à l'initiative du Conseil des commissaires du peuple de la RSS d'Ouzbékistan.

### Recteur de l'Institut dès le jour de sa fondation
- Nemtsovich, Lev Solomonovich (1930-1935)
- Nedosekov, Julius Solomonovich (1935-1942)
- Zakhidov, Khakim Zakhidovich (1943-1945) Professeur
- Abdullaev, Rauf Abdullaevich (1945-1951) Professeur Scientifique émérite de RU
- Adilov, Aziz Kudratovich (1951-1955) Professeur associé
- Mirzamukhamedov, Mannap Atamatovich (1955-1961) Professeur. Pédiatre renommé d'Ouzbékistan, scientifique émérite de l'Ouzbékistan
- Khaitov, Musa Nazarovich (1961-1966) Professeur associé. Député du Conseil suprême de la RSS d'Ouzbékistan, premier secrétaire du comité de la ville de Samarkand du KP Uz.
- Vakhabova, Uktam Karimovna (1966-1981) Professeur, scientifique émérite de la République d'Ouzbékistan, adjoint du Soviet suprême de l'URSS.
- Aripov, Subkhankul Aripovich (1981-1986) Professeur, Scientifique émérite de la République d'Ouzbékistan, docteur émérite de la République d'Ouzbékistan.
- Kamalov, Nuriddin Mirzaevich (1986-1995) Professeur associé[1].
- Muminov, Akram Ibragimovich (1995-2000) Professeur, scientifique émérite de la République d'Ouzbékistan[2].
- Sobirov, Bahodir Urdushovich (2000-2004) Professeur.
- Shamsiev, Azamat Mukhitdinovich (2004-2020) Professeur. Membre de la New York Academy of Sciences[3].
- Rizaev, Zhasur Alimdzhanovich (depuis 2020) Professeur[4].

### Institut pendant la Seconde Guerre mondiale
L' Académie de médecine militaire évacuée de Leningrad et l'Académie de médecine militaire de Kuibyshev ont été situées sur la base de l'Institut médical de l'État de Samarkand (SamMI) en 1942-1944 .

## Structure de l'institut

### Les facultés
Il y a 6 facultés dans SamMI:
- "Médecine générale", organisée en 1930;
- "Pediatrics", organisé en 1963;
- «Pédagogie médicale», organisée en 2005;
- "Higher Nursing", organisé en 2005;
- "Dentisterie", organisée en 2009;
- Faculté de perfectionnement et de recyclage des médecins, organisée en 1981.
- Faculté de pharmacie, organisée en 2018

### Départements de Master et Résidence Clinique
Dans les départements de magistrature et de résidence clinique, des spécialistes sont formés dans les domaines suivants:
Obstétrique et de gynécologie; thérapie (majeures en) - endocrinologie, cardiologie, neurologie, phthisiologie, narcologie; oto-rhino-laryngologie; ophtalmologie; oncologie générale; chirurgie (majeure en); anesthésiologie et réanimation; traumatologie et orthopédie; Examen médico-légal; pédiatrie (majors en); chirurgie pédiatrique; dentisterie (majors en); maladies infectieuses (par directions); neurologie pédiatrique; méthodes diagnostiques fonctionnelles et instrumentales (radiologie médicale); urologie; néonatologie; la neurochirurgie; dermatovénérologie.

## la faculté
Le Samarkand State Medical Institute compte 66 départements et cours, où plus de 540 scientifiques et enseignants mènent des activités scientifiques et pédagogiques. Parmi ceux-ci, 58 docteurs en sciences, 42 professeurs, 177 candidats en sciences, 111 professeurs associés.

## Le processus éducatif à l'institut
Dans l'air du temps, le personnel de l'institut est sensible à toutes les demandes de réformes et de transformations qui se produisent dans le système d'éducation et de santé de notre pays. Depuis 2005, un nouveau jalon a commencé dans l'histoire de l'institut. Il était nécessaire de créer des conditions décentes pour un processus éducatif et une activité scientifique de haute qualité du personnel enseignant afin d'augmenter considérablement leur impact. À l'institut, afin d'assurer un processus éducatif de haute qualité, ainsi que de mener des travaux de recherche, les amphithéâtres, les salles de classe et les laboratoires d'enseignement et cliniques sont équipés des dernières technologies de base de l'information, des projecteurs multimédias, des systèmes vidéo et audio et à distance l'apprentissage a été introduit. Le processus éducatif est soutenu par les technologies Internet modernes de l'information et de la communication utilisant des systèmes d'apprentissage électroniques et modulaires (mt.sammi.uz), qui contient du matériel pédagogique électronique dans toutes les disciplines enseignées à l'institut, incl. en anglais pour les étudiants étrangers. En outre, une société scientifique étudiante (SSS) fonctionne dans tous les départements, ce qui permet bien entendu de dispenser des cours à un niveau moderne élevé qui correspond aux systèmes éducatifs mondiaux.

## Informations et ressources pédagogiques
On notera en particulier l'IRC (centre de ressources d'information) créé à l'Institut, qui compte plus de 300 000 publications dans sa collection. Il s'agit de la littérature pédagogique, méthodologique, scientifique, ainsi que des supports pédagogiques par discipline. IRC dispose d'une bibliothèque électronique à laquelle chaque étudiant, maître, étudiant diplômé, jeune enseignant, ainsi que des professeurs aux cheveux gris, des professeurs associés qui ne devraient pas et ne veulent pas rester à la traîne par rapport aux demandes et aux tendances de la nouvelle - XXIe siècle. L'un des facteurs d'amélioration de la qualité du processus éducatif a été la création du Centre des technologies pédagogiques innovantes, équipé de systèmes d'information de base modernes. Le centre de technologie de l'information établi donne accès aux dernières informations. Il se compose de 14 classes d'informatique et de laboratoires de langues avec accès Internet et est connecté à la bibliothèque électronique de l'Institut via un serveur local. Cela contribue à l'acquisition de connaissances professionnelles par les étudiants dans le cadre du Standard éducatif international.

## Base médicale
À SamMI, il y a une clinique numéro 1, conçue pour 375 lits et la clinique numéro 2, conçue pour 200 lits, équipée du matériel médical nécessaire et moderne. Toutes les institutions médicales et diagnostiques de la ville de Samarkand, où elles se soumettent par la suite à une pratique industrielle, constituent également une base clinique pour les étudiants.

## La coopération internationale
Samarkand Medical Institute participe activement à la mise en œuvre de projets dans le cadre de subventions du Centre pour la science et la technologie, la recherche fondamentale de l'Académie de la République d'Ouzbékistan, et coopère également étroitement avec des partenaires étrangers. La coopération est menée avec succès avec de nombreuses organisations internationales et éducatives des États-Unis, d'Allemagne, du Japon, de Corée du Sud, des Pays-Bas, d'Espagne, de Russie, d'Ukraine, du Kazakhstan et du Kirghizistan. Les diplômés de SamMI, après avoir obtenu leur diplôme d'un établissement d'enseignement, travaillent avec succès en Ouzbékistan et à l'étranger aux États-Unis, en Israël, en Allemagne et en Russie. Le personnel de l'institut se distingue par une vision claire de nouveaux horizons dans le développement de l'enseignement médical et scientifique. Les changements positifs qui ont eu lieu au cours des années d'indépendance dans la plus ancienne université de médecine l'ont amené à un certain nombre d'établissements d'enseignement réputés, occupant une place de premier plan dans l'espace éducatif de l'enseignement supérieur du pays. Cela donne une impulsion puissante pour renforcer encore le prestige de l'Institut médical de Samarkand dans l'importante question de la formation de spécialistes hautement qualifiés.

## Remarques
1. ↑ Recteur du Samarkand State Medical Institute
2. ↑ Académie de médecine militaire, Saint-Pétersbourg. Petrograd. Leningrad: référence encyclopédique. - M.: Grande encyclopédie russe Ed. collegium: Belova L.N., Buldakov G.N., Degtyarev A. Ya.et al.1992.
3. ↑ Section "Histoire", site officiel de l'Université médicale d'État de Samara.
4. ↑ Section historique Archivé le 24 septembre 2015., Site officiel du Samarkand State Medical Institute.

## Liens
- Le site officiel de l'institut.